# Bitterblue
Bitterblue är ett album av Bonnie Tyler som gavs ut 1991.

## Spårlista
1. Bitterblue
2. Against The Wind
3. Careless Heart
4. Whenever You Need Me
5. Where Were You?
6. Save Me
7. He¹s Got A Hold On Me
8. Keep Your Love Alive
9. Tell Me The Truth
10. Heaven Is Here (duett med Giorgio Moroder)
11. Love Is In Love Again
12. Till The End Of Time (duett med Dan Hartman)
13. Why?